# Angelo Canevari
Angelo Canevari (Viterbo, 7 giugno 1901 – Roma, 1955) è stato un pittore, illustratore, scenografo e mosaicista italiano.

## Biografia
Figlio e fratello d’arte: il padre Enrico era pittore, il fratello Silvio realizzò alcune delle statue del Foro Italico e fu padre dell'artista Veniero.
Angelo esordì nel 1923 come illustratore per il settimanale fascista viterbese «La Rocca».
Nel 1927 illustrò un libro per ragazzi di Pinolo (pseudonimo di Giuseppe Dente), pubblicato a Tripoli nel corso dell'anno successivo.
Fu noto come pittore futurista e realizzò i mosaici parietali per la piscina coperta, per la Casa delle Armi e per il Piazzale dell'Impero al Foro Italico (all’epoca denominato Foro Mussolini), oltre a quelli per il teatro dopolavoro della manifattura tabacchi (oggi Cinema Nuovo Sacher). 